# حقوق جانوران و دین
این نوشتار به بررسی رویکرد دین‌های گوناگون نسبت به حقوق جانوران می‌پردازد.

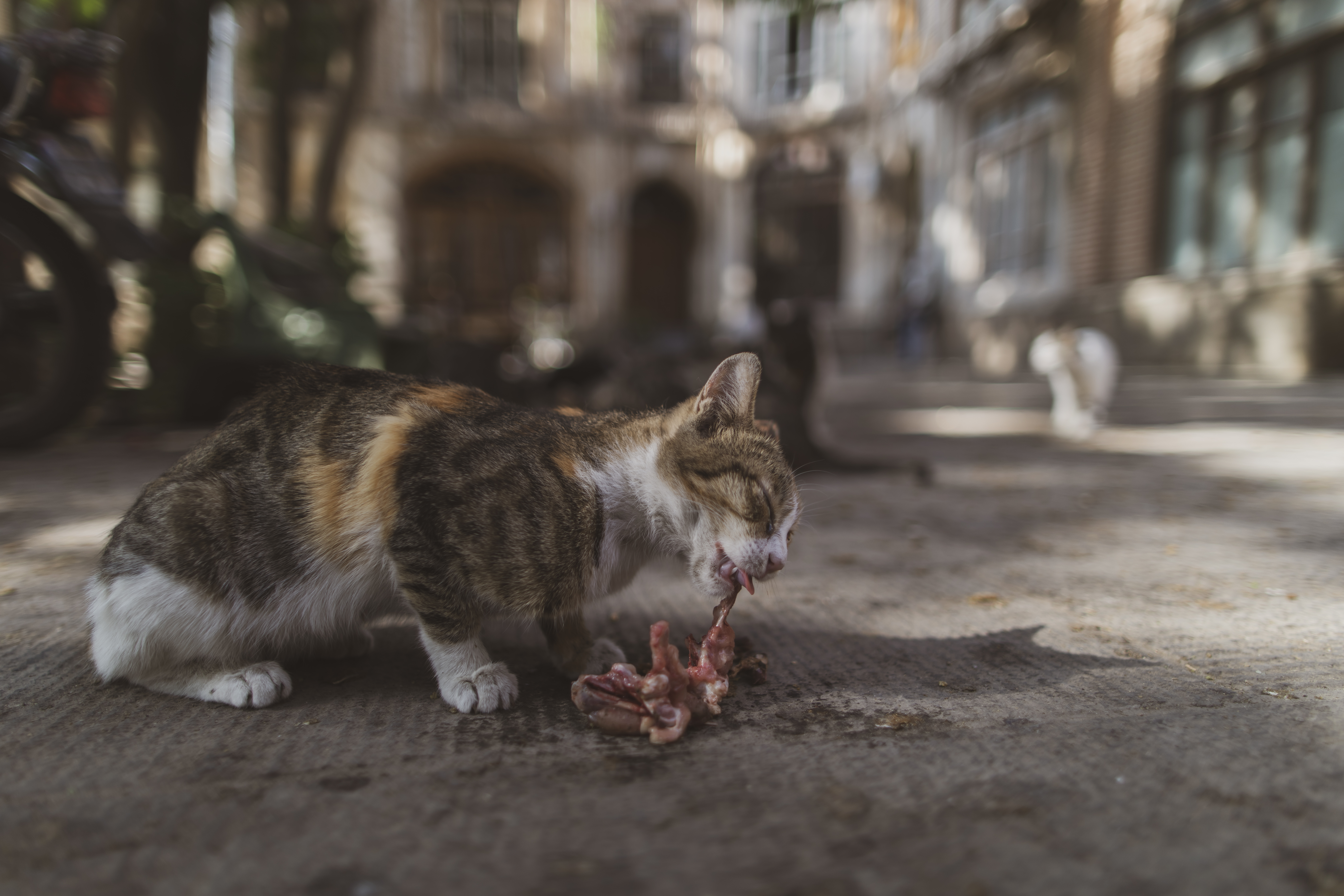
غذا دادن به گربه ها در بازار شهر تبریز

## در میان دین‌های شرقی
دین‌های شرقی ارتباط بسیار قوی‌تری میان انسان‌ها و جانوران قائل هستند تا دین‌های ابراهیمی. در همه این دین‌ها، جهان‌بینی‌هایی وجود دارد که انسان و جانوران را به هم مربوط می‌داند. مشخص‌ترین باور از این شکل، سمساره است که بر پایه آن همه موجودات زنده به شکل زنجیروار به هم وصل هستند و حیات زنجیر متصلی است که از جانداری به جاندار دیگر در زمان و مکان گوناگون منتقل می‌شود. بر پایه این باور، زندگی همه جانداران بسته به کارمایشان در حال صعود یا افول است؛ از این رو، زندگی انسان و دیگر جانوران در هم آمیخته است و هر جانوری می‌تواند گذشته یا آینده یک انسان باشد.

### هندوئیسم
آیین هندو، که یکی از کهن‌ترین آیین‌های موجود در جهان است، در آغاز پیدایش خود دستورهای ویژه‌ای برای قربانی کردن به درگاه ایزدان هند داشت. این دستورها برآمده از نوشته‌های باستانی وداها بودند. در آن هنگام همچنین باور بر این بود که همه جانوران از یک «انسان مولد آغازین» و توسط خدایان پدید آمدند؛ چیزی که باعث ایجاد نگرش خُرد و پایین‌بینانه نسبت به جانوران در میان باورمندان این آیین شد.
ظهور دو آیین جین و بودا اما تأثیر شگرفی بر نگرش هندوییسم به جانوران داشت و اندیشه آهیمسا از سوی هندویان جایگزین روش قربانی کردن برای خدایان شد. این در حالی بود که افسانه‌ها و داستان‌های هندو نیز بعضی از ایزدان، همچون راما و کریشنا، را به صورت نیم‌انسان−نیم‌جانور به تصویر می‌کشیدند. چنین چیزی جایگاه جانوران را در میان هندویان بالا برد و متن‌های متاخر به ضرورت احترام به حقوق جانوران و برخورد مناسب با آن‌ها تأکید کردند. از سوی دیگر، باور به تناسخ خود نوعی هم‌ذات‌پنداری با جانوران پدید آورد؛ در صورتی که انسانی کارمای خوب در خود پرورش می‌داد می‌توانست از زنجیره زندگی دوباره وارهد وگرنه ممکن بود در زندگی بعد به صورت جانوری به کره زمین بازگردد. اگرچه چنین دیدگاهی همچنان جانوران را گونه‌ای فروتر از آدمی به تصویر می‌کشد، وجود آن باعث کاهش برخورد باورمندان هندو با دیگر جانداران شد.

### بودائیسم
در حالت کلی، ایدئولوژی بودائی‌گری بر پایه عدم توجه به استحصال جهان اطراف، از جمله جانوران، بنا نهاده شده‌است. در این آیین، هر کس به تنهایی باید اقدام به «رهایی» خود کند و این با گسستن بندهای مادی، شامل هوس‌های زمینی نسبت به بهره‌گیری از دیگر جانوران، ممکن می‌شود. در جهان‌بینی بودائیسم، انسان بالاتر از همهٔ دیگر جانداران قرار می‌گیرد ولی در عین حال کشتن دیگر جانوران خطایی بسیار بزرگ شمرده می‌شود که عبارت است از زیر پا گذاشتن بنیادی‌ترین اصل‌های اخلاقی گیتی:
من بر خود وظیفه می دانم تا (هیچ) زندگی‌ای را نابود نکنم.
نشانه‌های باور به چرخه زندگی نیز در میان باورهای بودائیان آغازین دیده می‌شود. در این باورها، آن‌ها جانوران جز انسان را پایین‌تر از او می‌دانستند و بر این نظر بودند که اگر یک جانور می‌توانست در زندگی خود اخلاقی بزید، جانور نمی‌ماند و اگر نیز انسانی در زندگی خود غیراخلاقی برخورد کند، در زندگی بعد به جانور و نوعی پایین‌تر از هستی تبدیل می‌شود. این باور به تناسخ و سلسله‌مراتب داشتن حیات باعث شد که بوداییان اقدام به گرفتن فیل‌ها و تربیت آن‌ها با روش‌های بسیار سخت کنند چرا که آن را نوعی پایین‌تر از انسان به‌شمار می‌آوردند. البته چنین چیزی در باره همه جانوران صادق نبود و حتا در میان فیل‌ها نیز، بردن آن‌ها به جنگ و بهره‌گیری ازشان در کشتار ناپسند شمرده می‌شد.

## یهودیت
از آنجا که آیین یهود در طی مدت زمان بسیار طولانی و توسط تعداد بی‌شماری انسان فرگشت یافت، و نیز این حقیقت که از نزدیک به ۲۰۰۰ سال پیش و با نابودی سنهدرین دیگر هیچ مرجع یگانه تصمیم‌گیری دربارهٔ شریعت یهود وجود نداشت، به سختی می‌توان دیدگاه قطعی این آیین دربارهٔ حقوق جانوران را تعیین کرد. در نخستین فصل سفر آفرینش اما خداوند به فرزندان دستور می‌دهد (آیه ۲۶) که «به ماهی دریا فرمانروایی کنند، به پرندگان آسمان، به رمه، به همه زمین، و هر آنچه بر روی زمین می‌خزد». در همین فصل همچنین (آیه ۲۸) چنین آمده که «متنعم باشید و بر زمین پراکنده شوید، زمین را پُر سازید و بر آن چیره گردید؛ و بر ماهی دریا فرمانروایی کنید، پرنده آسمان، و همه جاندارانی که بر روی زمین می‌خزند.»
از دیگر سو اما انسان در آیین یهود نمادهای خدا هستند و به این دلیل باید رفتاری اخلاقی در برابر جانوران پیشه گیرند. در تورات «زجر دادن به جانوران» یا تزار باآلِی حاییم منع شده‌است. ایده کلی تزار باآلِی حاییم آن است که انسان‌ها نباید زجری ناروا و بی‌هدف بر جانوران وارد کنند. اگرچه میان فقه‌شناسان یهودی دربارهٔ تفسیر این اندیشه بحث است و عده‌ای از آنان حشرات موذی را از شمول تزار باآلِی حاییم به دور دانسته‌اند، گستره رفتار اخلاقی موردانتظار از انسان‌ها در این آیین توسط اندیشه میدات حاحاسیدوت (پرهیزگاری) وسعت یافته‌است. بر پایه این اندیشه، انسان‌های پرهیزگار فراتر از قوانین شریعت دربارهٔ جانوران عمل می‌کنند و مهر خود را به جانوران فرای احکام می‌برند.

## مسیحیت
متون مقدس آیین مسیحیت در حالت کلی نسبت به جانوران رویکرد خاصی را پیش نگرفته‌اند و این بی‌تفاوتی، که باعث کم‌پایه شمرده شدن جایگاه جانوران در میان مسیحیان شد، از سوی عده‌ای مورد انتقاد قرار گرفته‌است. با این حال، چهره‌های این آیین نقش مهمی در شکل‌گیری ارزش و حقوق جانوران در میان باورمندان مسیحی داشتند. توماس آکوئیناس از جمله نامدارترین فیلسوفان مسیحی بود که باور داشت جانوران از سوی خدا برای خدمت به بشر آفریده شده‌اند و حیاتی پایین‌تر از او دارند. از این اندیشه با نام «ابزارگرایی» یاد می‌شود.
دیدگاه دیگر اندیشمندان مسیحی نسبت به جانوران آن بود که با سنجیدن آن‌ها با انسان و محور ساختن او، جانوران فاقد هوش و حواس و احساسات تصور می‌شدند و این لزوم رفتار اخلاقی آدمیان نسبت به آنان را رد می‌کرد چرا که حتا خود قائل به حقوقی برای خود نیستند. مهم‌ترین تفاوتی که این فیلسوفان برای انسان و دیگر جانوران قائل هستند، عدم توانایی خردورزی بود. در کتاب آفرینش، اشاراتی به اندیشهٔ «تسلط» انسان‌ها بر دیگر جانوران آمده‌است که تفسیرهای برگرفته از آن در طی سده‌ها باعث ایجاد گونه‌ای توجیه ایدئولوژیک برای سوءاستفاده و تبعیض علیه جانوران شدند. با این حال، با رشد باورهای انسان‌گرایانه در سده ۱۹ام میلادی، اندیشه غالب در میان مسیحیان به آن تغییر کرد که انسان‌ها باید به جانوران مهر و عطوفت و بورزند و خشونت با ذات مسیحیت در تضاد است. این دیدگاه نیز اگرچه به نحوی انسان را در مرکز توجه قرار می‌دهد و عطوفت یک کس به یک جانور را باعث پراکنده شدن مهر در جامعه انسانی می‌داند، باعث دگرگونی بسیار در اندیشه‌های متفکران مسیحی نسبت به روش برخورد با جانوران و اخلاق مربوط به آن شد.

## اسلام
در باور اسلامی برآمده از نوشته‌های قرآن و کردار پیامبر، رابطه میان انسان و دیگر جانداران بااهمیت تلقی شده‌است و دربارهٔ چگونگی آن دستورالعمل‌های گوناگونی عنوان شده. از این دید، به نظر می‌آید که اسلام دایره در نظر گرفتن اخلاق را به جانوران نیز گسترش می‌دهد، اگرچه نه در حد آنچه برای انسان‌ها گذاشته شده‌است. اندیشمندان مسلمان نیز در نوشته‌های خود روش پیامبر اسلام در برخورد عطوفت‌آمیز با جانوران را بسط فکری داده‌اند. برای نمونه، سید محمد جواد غروی در کتاب خود چنین می‌نویسد که جانوران نیز همانند نعمت‌های دیگر، به امر و تقدیر خدا در اختیار انسان قرار گرفته‌اند. پس نظر به اینکه با خدمت به انسان، ثمره مقصود از خلقت‌شان را در اختیار می‌گذارند، حیات و حرکت‌شان تسبیح و حمد الهی است. عبدالله جوادی آملی نیز در کتاب اخلاق اسلامی خود، مفاتیح‌الحیات، بخش‌های ویژه‌ای به رفتار انسان با جانوران و نیز رفتار زیست‌محیطی او اختصاص داده است.

### ذبح
ذبح در فقه اسلامی برای کشتن جانوران و قربانی کردن آن‌ها برای خدا مطرح شده‌است. بر پایه حدیث‌ها، محمد به پیروان خود تأکید می‌کرده‌است که جانوری که ذبح می‌شود باید به «روشی نیکو» کشته شود و «هر کس از شما باید خود چاقویش را تیز کند و اجازه دهد تا جانور با آرامش جان سپارد.» برای نمونه، او یک بار به شخصی که داشت چاقویش را در جلوی دید گوسپندی تیز می‌کرد گفت «آیا می‌خواهی جانور را دو بار بکشی؟ یک بار با تیز کردن چاقویت در جلوی دیدگانش و دیگر بار با بریدن گلوی او؟»
مسلمانان باورمند هر سال در طی مراسم حج تعداد زیادی قربانی به درگاه خداوند می‌کنند. اگرچه ضرورت قربانی کردن در روز قربان به شکل مشخص در این آیین ذکر نشده، به نظر می‌آید که تأکید زیادی بر انجام آن در متن‌های دنی دیده می‌شود. اینکه آیا مسلمانان ناچار به ریختن خون در این روز هستند به تازگی باعث ایجاد بحث شده‌است. شریعت اسلام قربانی کردن جانوران و خوردن گوشتشان را پذیرفته اما برای آن محدودیت‌هایی قایل شده. برای نمونه، بعضی جانوران چون ماهیان بی‌فلس یا قورباغه‌ها حرام هستند و نباید خورده شوند.

### جانوران اهلی
وظایف انسان در برابر جانوران اهلی محل بحث بسیار در میان اندیشمندان مسلمان بوده‌است. برخلاف دانشمندان مسیحی که با توسل به اندیشه برتری انسان بر جانوران دیگر آن‌ها را دون و زیر آدمی می‌دانستند و لزومی بر رفتار اخلاقی انسان در برابر آن‌ها نمی‌دیدند، بیشتر اندیشمندان مسلمان با ادامه راه محمد در رفتار محبت‌آمیز و انسانی با جانوران خانگی خود قوانین مشخصی برای چنین رابطه‌ای تنظیم کردند.

از جمله این قوانین می‌توان به چنین مواردی اشاره کرد: مسلمان نباید بار اضافی بر دوش جاندار گذارد؛ نباید فرزند یک جانور را جلوی چشمانش بکشد؛ به هنگام فصل جفت‌گیری، باید نر و ماده جاندار در کنار هم گذاشته شوند؛ مکان نگهداری جانور باید تمیز بماند و هر جانور برای خود مکان استراحت و ظرف آب داشته باشد.

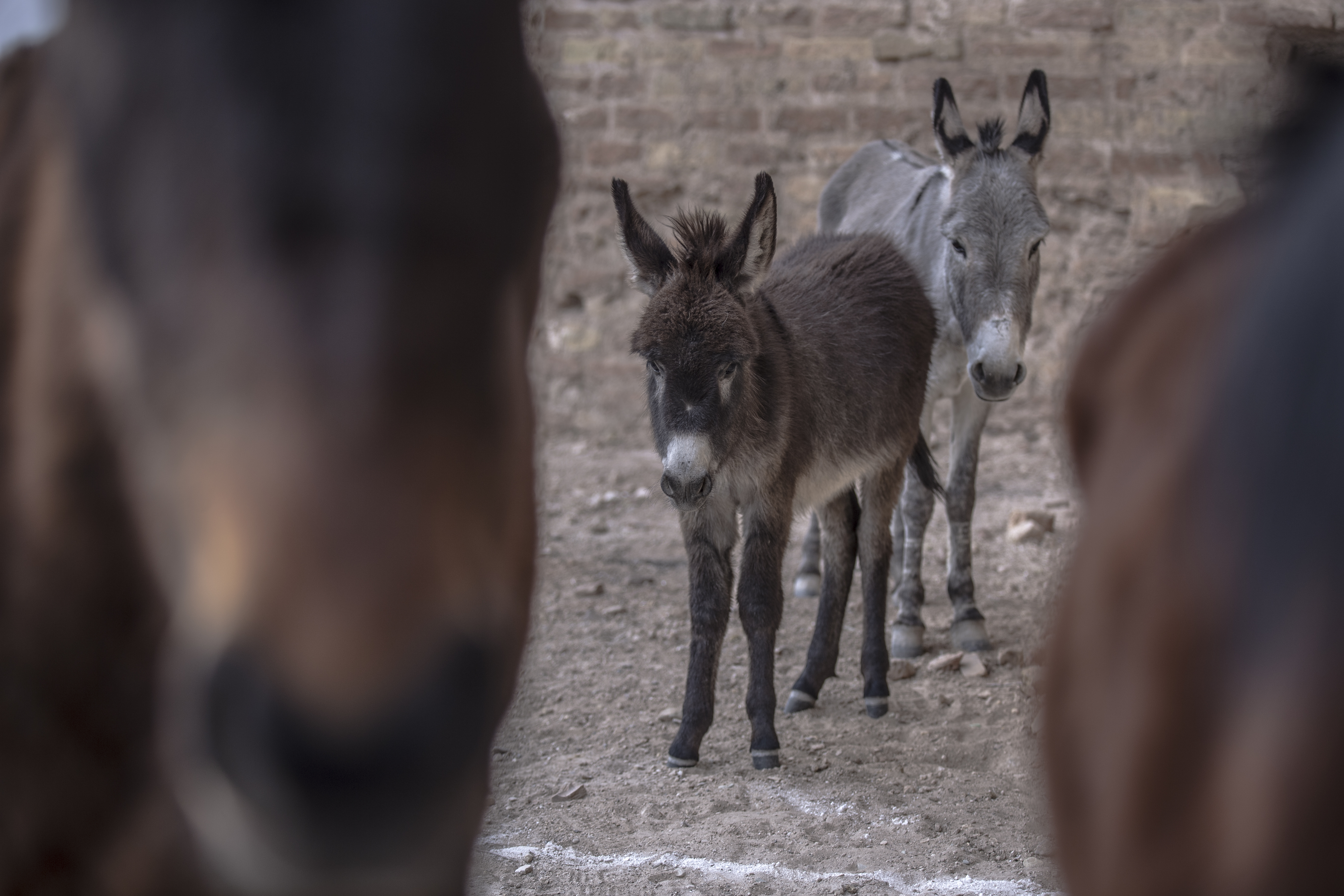
الاغ حیوان اهلی بارکش
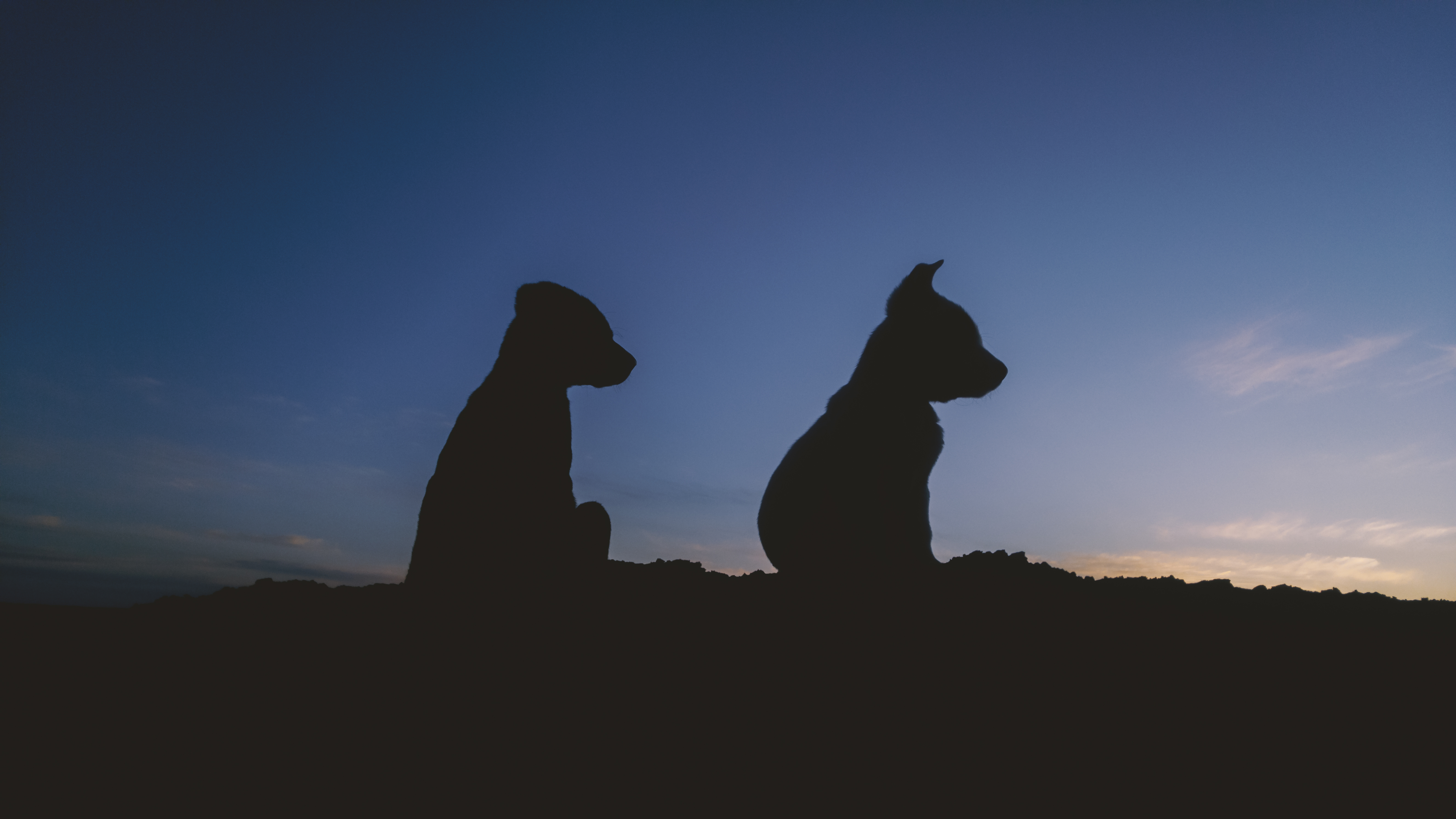
سگ
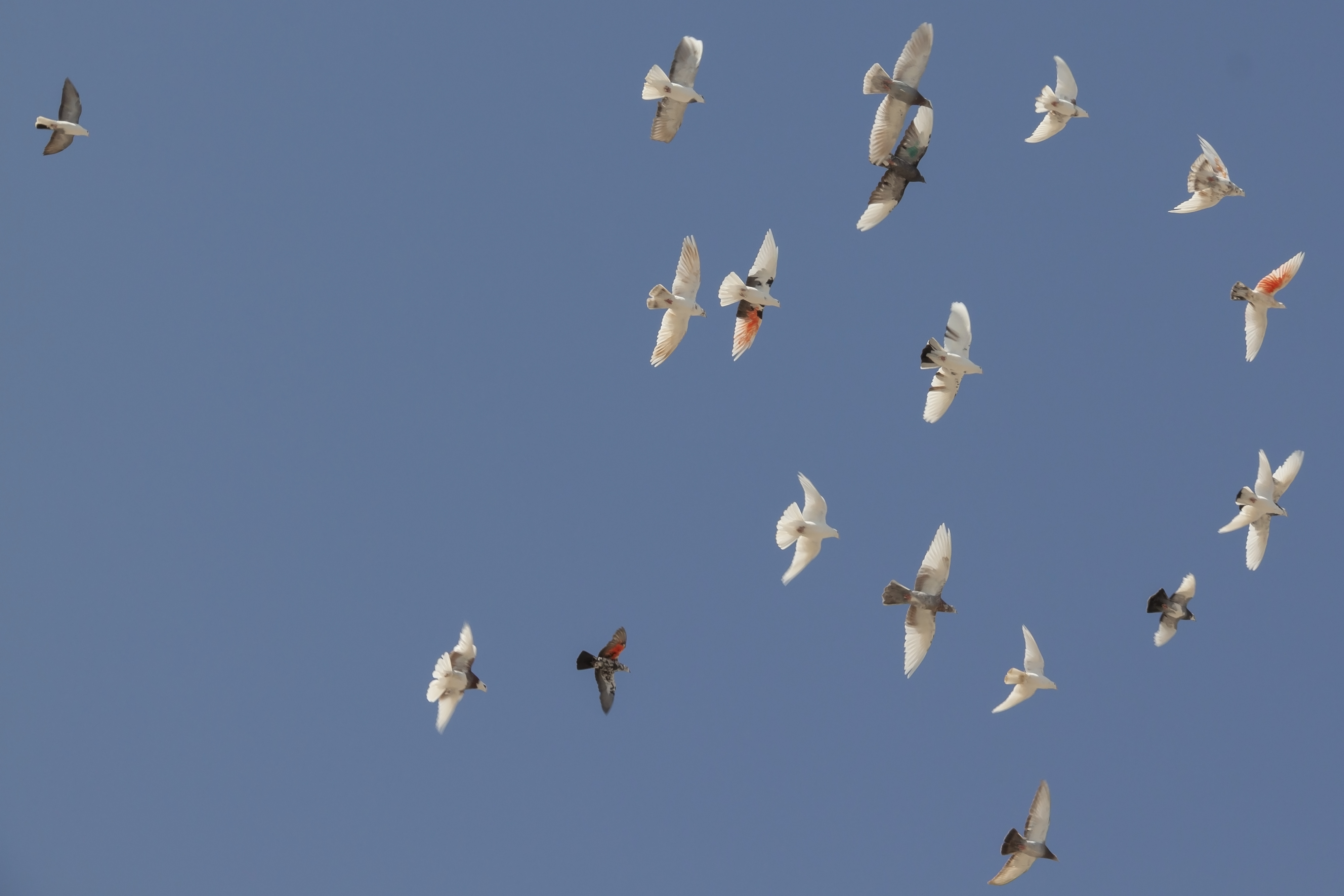
دسته ای از کبوترها
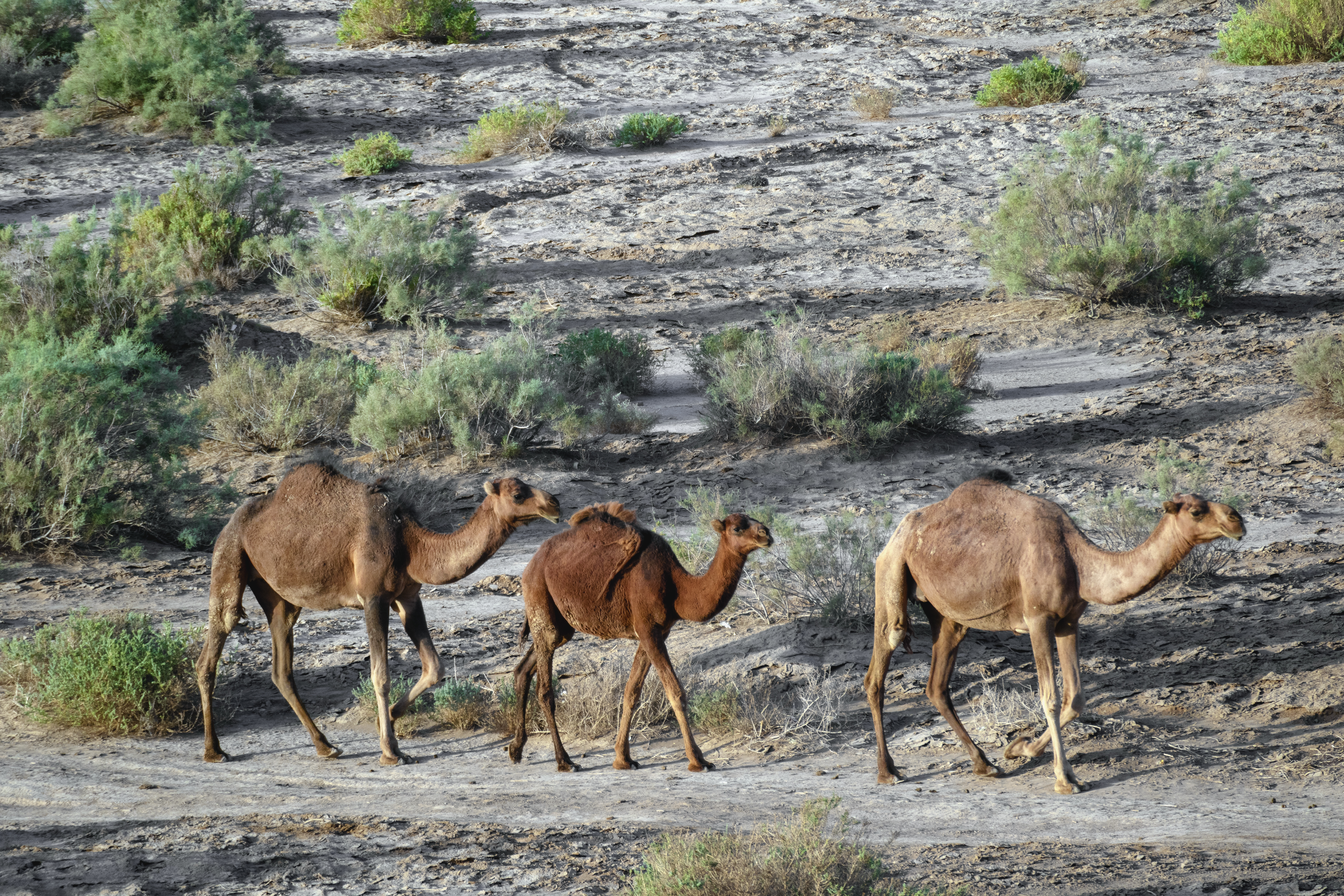
شترهای بیابانی
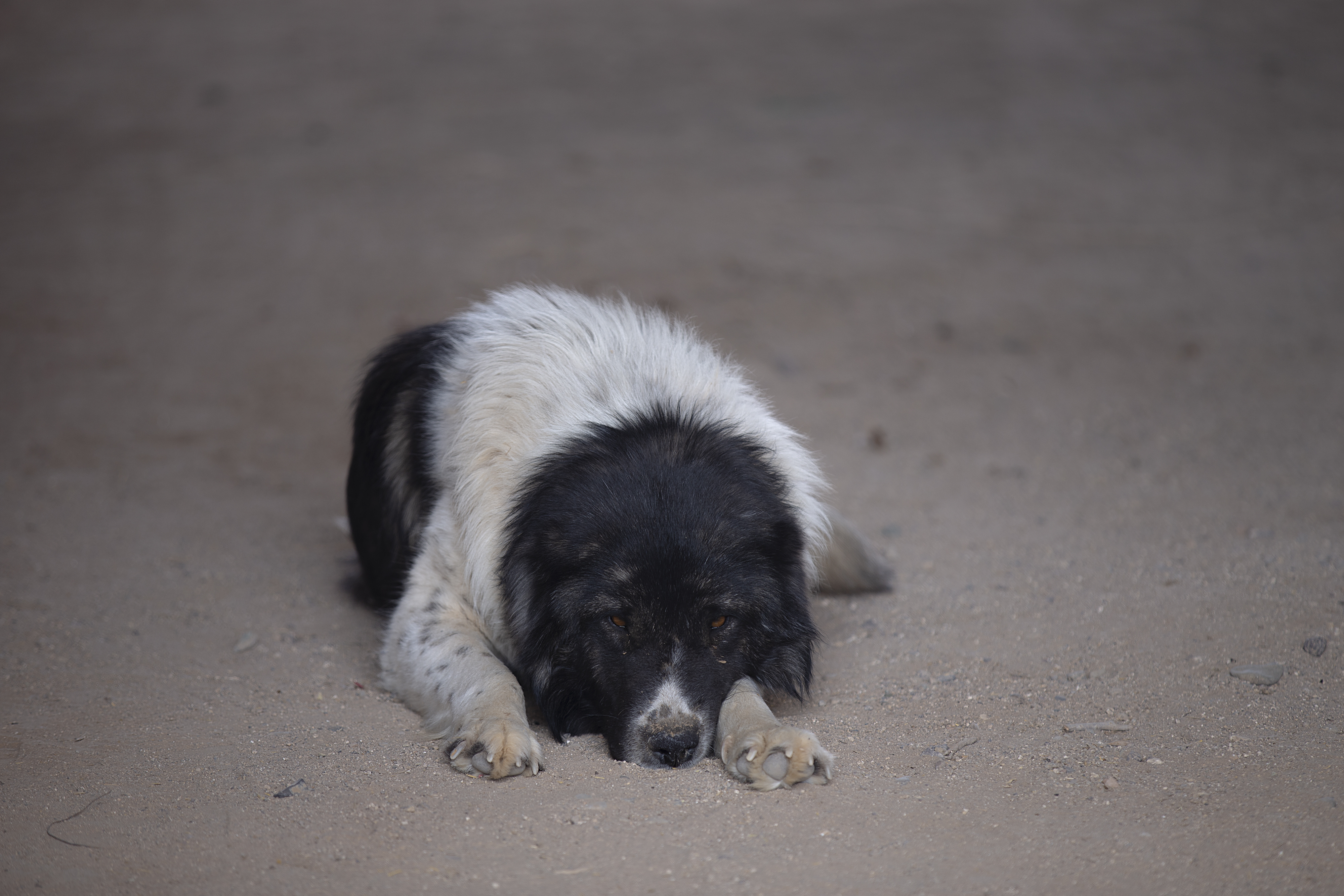
سگ نگهبان
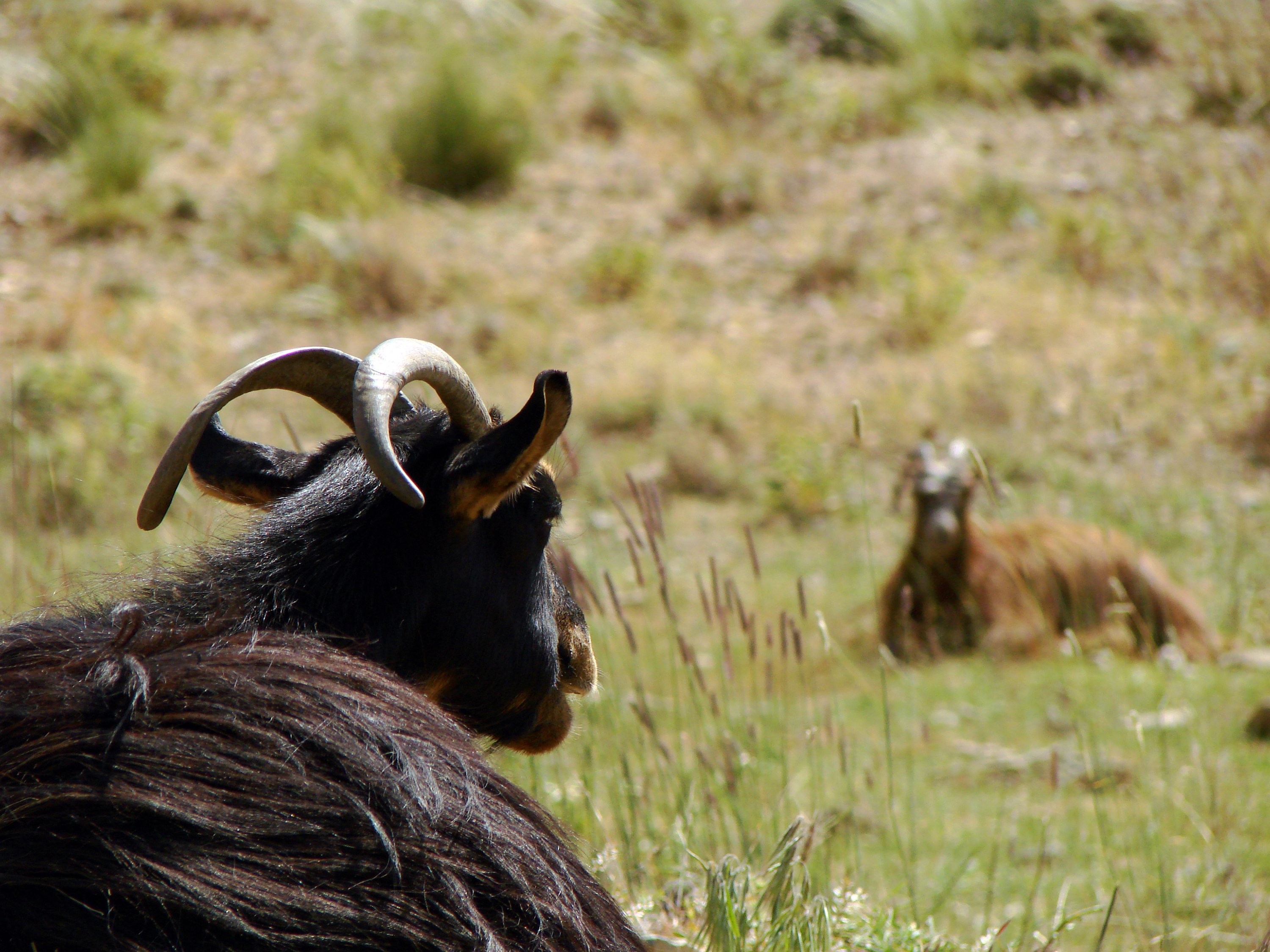
گوسفند حیوان اهلی شده توسط انسان
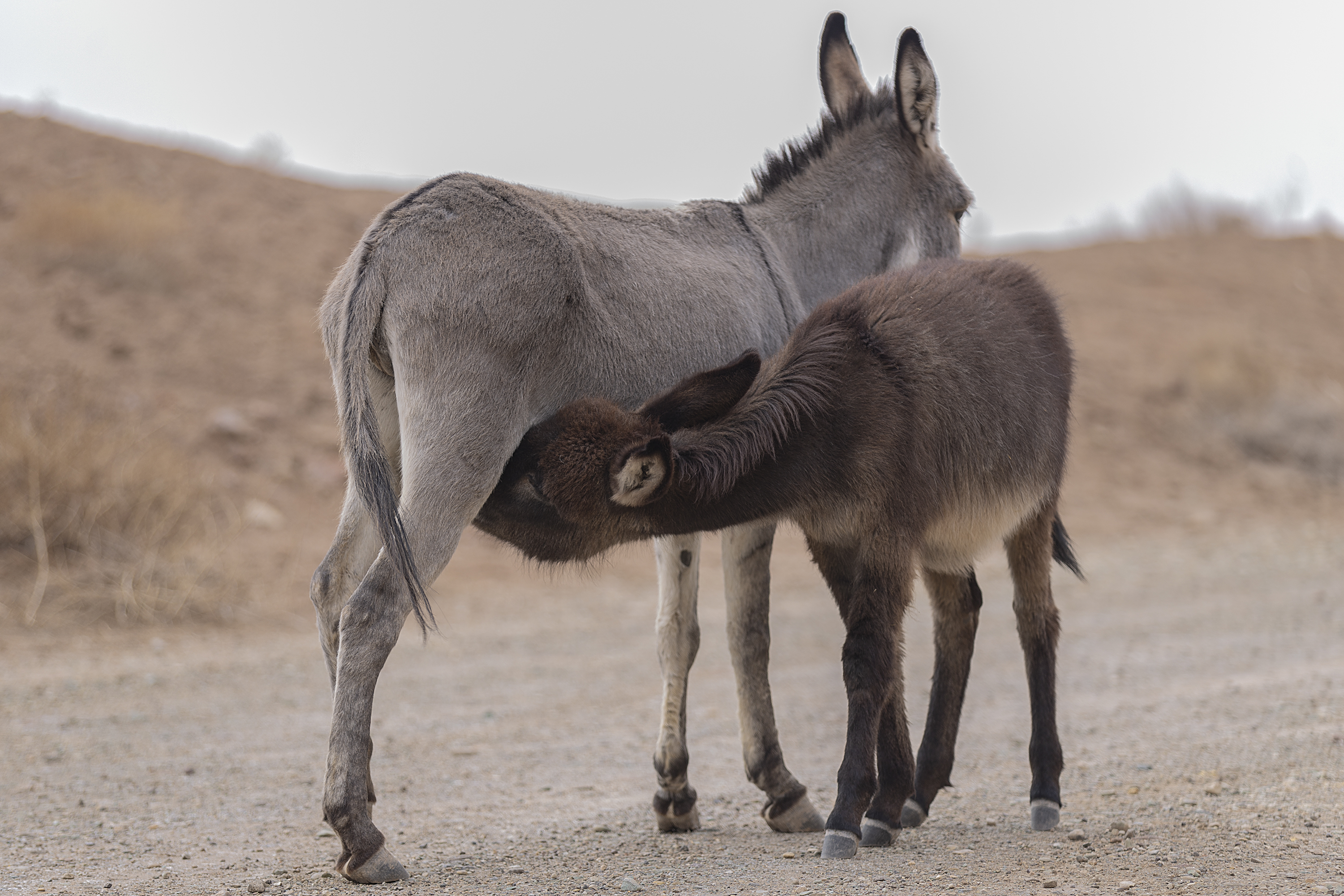
الاغ در حال شیر دادن به کره اش

### چند روایت
- برای چارپای بارکش یا سواری بر عهدهٔ صاحبش چند وظیفه‌است: هرگاه از آن فرود آمد باید آن را آذوقه دهد، و هرگاه به آب رسد برآن عرضه کند و به صورتش نزند زیرا تسبیح خدا می‌گوید، و بر پشت مرکب توقف نکند مگر در راه خدا و بیش از طاقتش بر آن بار ننهد، و بیش از توانش به راه رفتن وا ندارد، و پشت مرکب را محل نشستن و سخن گفتن قرار ندهد و آن را داغ نزند.[۲۳]
- کسی که جانوران را مثله کند (یعنی در حالی که زنده‌است اعضایش ار قطعه قطعه کند) بر او باد لعنت خدا و ملائکه و مردم.[۲۴]
- پلیدترین گناهان سه چیز است: کشتن بدون فایده جانوران، ندادن مهر زن، و منع کردن اجرت کارگر.[۲۵]
- محمد پیامبر شتری را دید که آن را بسته‌اند و جهازش بر پشتش باقی‌مانده، پرسید صاحبش کجاست؟ او را امر کنید آماده محاکمه شود.[۲۶]

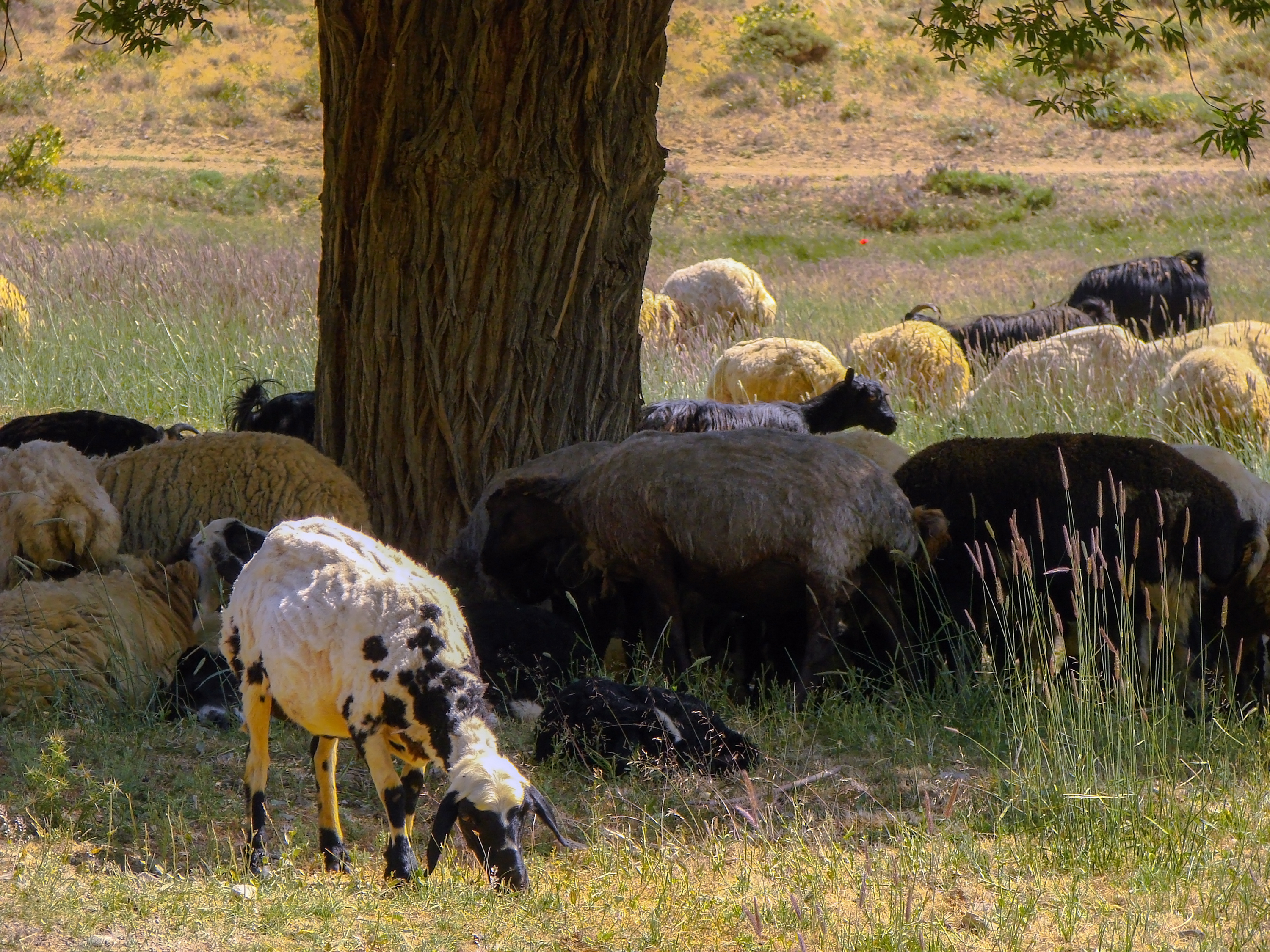
گوسفند حیوان اهلی

### فقه و آزار جانوران
در روایات از ائمه شیعه دربارهٔ نفقه جانور مملوک بر صاحبش آمده‌است اگر جانور رها شود خودش نفقه را پیدا می‌کند و در صورتی‌که کافی نباشد بر مالکش واجب است؛ حتی زنبور عسل که به مقتضای روایات باید مقداری از عسل در محل باقی بگذارند برای تغذیه آنها.
در روایتی ار محمد آمده‌است که گفت در آتش جهنم دیدم یک گربه‌ای را که به صاحبش حمله می‌کند و او را چنگ می‌زند گفتند این گربه در خانه او بوده طعام به او نداده گرسنه مانده‌است و رها هم نمی‌کرده‌است آن را تا از جای دیگر خوراک تهیه کند. برای دابه [جنبنده، ستور] بر صاحبش حقوقی است هروقت از او پیاده شد ابتدا علف به او بدهد و آب به او نشان دهد تا بیاشامد و با تازیانه به صورت آن نزند و حدی فوق طاقت به آن تحمیل [نکند]. همچنین روایات زیادی دربارهٔ حقوق جانوران وجود دارد که بهره‌گیری از آن‌ها را به هر عنوان (سیرک) یا غیر آن، اذیت آنها، و کشتنشان جایز نیست و کوتاهی در خوراک آن‌ها از محرمات مسلم است.

## مطالعه بیشتر
- Foltz, R. C. (2005). Animals in Islamic tradition and Muslim cultures (به انگلیسی). Oxford: Oneworld.
- Linzey, Andrew (1987). Christianity and the rights of animals (به انگلیسی). New York: Crossroad.
- Story, Francis (1964). The place of animals in Bhuddhism (به انگلیسی). Ceylon: Buddhist Publication Society.